# Senilità of Als een man ouder wordt
Senilità of Als een man ouder wordt is een hoorspel in twee delen naar de roman Senilità (1898) van Italo Svevo. De VARA zond het uit vanaf donderdag 5 november 1981. Henk Rigters zorgde voor de vertaling en Barry Bermange nam de bewerking en regie voor zijn rekening.

## Delen
- Deel 1 (duur: 55 minuten)
- Deel 2 (duur: 62 minuten)

## Rolbezetting
- Bernard Droog (Stefano Balli)
- Paul van der Lek (Emilio Brentani)
- Fé Sciarone (Amalia)
- Paula Majoor (Angiolina)
- Elisabeth Versluys (signora Zarri)
- Corry van der Linden (Margherita)
- Wim Kouwenhoven (dokter Carini)
- Eva Janssen (Elena Chierici)
- Frans Somers (de ober)

## Inhoud
Emilio is een moderne man - nuchter, levenswijs, soeverein. Met zijn vijfendertig jaar kan niemand hem iets maken. Dat denkt hij tenminste. Dan ontmoet hij de uitgeslapen schoonheid Angiolina. Overtuigd dat hij ook in liefdeszaken al lang immuun is voor illusies, begint hij een verhouding met haar. Dat verandert evenwel alles…